# Джафаров, Мамед Абдулла оглы
Мамед Абдулла оглы Джафаров (азерб. Məhəmməd Abdulla oğlu Cəfərov; 16 декабря 1926 года, Нахичеванская АССР — 13 ноября 1997 года, Нахичевань) — советский азербайджанский животновод, ветеринарный фельдшер колхоза имени Берия Нахичеванского района Нахичеванской АССР, Азербайджанская ССР. Герой Социалистического Труда (1949).

## Биография
Родился 16 декабря 1926 года в селе Шахтахты Нахичеванской АССР (ныне Кенгерлинский район Нахичеванской АР Азербайджана).
Окончил Азербайджанский Сельскохозяйственный Институт.
Начал трудовую деятельность ветеринарным фельдшером в 1941 году в колхозе «Азербайджан» (бывший имени Берии) Нахичеванского района. Позже бригадир, и председатель этого же колхоза. После этого также работал директором Нахичеванской городской инкубаторной станции и директором табаководческого совхоза № 3 в Ильичевском районе.
В 1948 году достиг высоких показателей в области животноводства.
Указом Президиума Верховного Совета СССР от 24 июня 1949 года за получение высокой продуктивности животноводства Джафарову Мамеду Абдулла оглы присвоено звание Героя Социалистического Труда с вручением ордена Ленина и золотой медали «Серп и Молот».
С 1982 года — директор Бёюкдюзского буйволоводческого комплекса.
Депутат Верховного Совета Азербайджанской ССР 3 созыва.
Скончался 13 ноября 1997 года в городе Нахичевань.